# Weiss Brothers
Weiss Brothers, ou plus précisément Weiss Brothers-Artclass Pictures Corporation, est une société de production de cinéma américaine, active dans les années 1920.

## Les frères Weiss
Les parents Samuel et Lena ont émigré de Hongrie vers les États-Unis au début des années 1880, avec leur jeune fils Adolph né en 1879, et se sont installés à New York. Adolph et ses frères Max (né en 1886) et Louis (né en 1890) formeront l'équipe qui gérera la société de production et de distribution.

## Filmographie

### Production
- 1921 : Les dernières aventures de Tarzan
- 1922 : Sawing a Lady in Half
- 1922 : The Woman Who Believed
- 1924 : Fangs of the Wolf
- 1924 : The Law Demands
- 1924 : The Radio Flyer
- 1924 : Ten After Ten
- 1925 : All for a Girl
- 1925 : Wood Simps
- 1926 : Alexander's Ragtime Band
- 1926 : Annie Laurie
- 1926 : Beautiful Eyes
- 1926 : Danger Ahead
- 1926 : Everybody's Doing It
- 1926 : Fearless Harry
- 1926 : Fighting Fools
- 1926 : Finiculee Finicula
- 1926 : Flying Papers
- 1926 : For Me and My Gal
- 1926 : Happy Days
- 1926 : I Love to Fall Asleep
- 1926 : In My Harem
- 1926 : Just Try to Picture Me
- 1926 : Love Your Neighbor
- 1926 : Margie
- 1926 : Micky
- 1926 : My Wife's Gone to the Country
- 1926 : My Sweetie
- 1926 : Oh How I Hate to Get Up in the Morning
- 1926 : Oh What a Pal Was Mary
- 1926 : Oh! Winnie Behave
- 1926 : Old Pal
- 1926 : Old Pal Why Don't You Answer Me
- 1926 : Sawdust Baby
- 1926 : The Sheik of Araby
- 1926 : Strictly Kosher
- 1926 : When I Leave This World Behind
- 1926 : When I Lost You
- 1926 : When the Angelus Was Ringing
- 1926 : When the Midnight Choo-Choo Leaves for Alabam'
- 1926 : Why Pay Rent?
- 1926 : Winnie's Birthday
- 1926 : Working Winnie
- 1926 : Yak-A-Hula-Hick-A-Doola
- 1927 : Ain't We Got Fun?
- 1927 : Alibi Alley
- 1927 : All Ashore
- 1927 : Call Me Up Some Rainy Afternoon
- 1927 : Crazy to Marry
- 1927 : Curses
- 1927 : Dirty Work
- 1927 : Dizzie Daze
- 1927 : Down on the Farm
- 1927 : Excess Relatives
- 1927 : Fish Tales
- 1927 : Flirting with the Movies
- 1927 : Foiled
- 1927 : Goofy Gas
- 1927 : Ham and Herring
- 1927 : His Lucky Day
- 1927 : The Hunter
- 1927 : The Mail Man
- 1927 : Mickey
- 1927 : Monkey Business
- 1927 : Near Dear
- 1927 : Nice Neighbors
- 1927 : Nize People
- 1927 : Oh I Wish I Was in Michigan
- 1927 : Perils of the Jungle
- 1927 : Play Ball
- 1927 : The Rocky Road to Dublin
- 1927 : Safe and Sane
- 1927 : Sign Them Papers
- 1927 : Tumbledown Shack in Athlone
- 1927 : Ups and Downs
- 1927 : The Villain
- 1927 : Westward Whoa
- 1927 : Winnie Be Good
- 1927 : Winnie Steps Out
- 1927 : Winnie Wakes Up
- 1927 : Winnie's Vacation
- 1927 : Winning Winnie
- 1928 : Better Behave
- 1928 : Circus Daze
- 1928 : The Cockeyed Family
- 1928 : Coffee and -
- 1928 : Deaf, Dumb and Blonde
- 1928 : The Eyes Have It
- 1928 : Fare Enough
- 1928 : Fixin' Father
- 1928 : Framing Youth
- 1928 : Have a Heart
- 1928 : Help Wanted
- 1928 : Holding His Own
- 1928 : Homing Birds
- 1928 : Idle Eyes
- 1928 : Keep Smiling
- 1928 : Men About Town
- 1928 : Moonshine and Noses
- 1928 : Movie Mania
- 1928 : The Mysterious Airman
- 1928 : No Kidding
- 1928 : Nutty But Nice
- 1928 : Oh, Taxi!
- 1928 : Once Over
- 1928 : Out of Order
- 1928 : Police Reporter
- 1928 : Raising Cain
- 1928 : Rudolph's Revenge
- 1928 : Seein' Things
- 1928 : She Said No
- 1928 : Some Baby
- 1928 : Sooner or Later
- 1928 : Thick and Thin
- 1928 : The Wedding Knight
- 1928 : Why Babies Leave Home
- 1928 : Why Detectives Go Wrong
- 1928 : Winnie's Winning Ways
- 1929 : The Big Shot
- 1929 : The Hollywood Dressmaker
- 1929 : Sock and Run
- 1929 : Springtime Saps
- 1929 : Taking the Count
- 1929 : Unmasked
- 1932 : Without Honor

### Distribution
- 1921 : Les trois lumières
- 1922 : The Woman Who Believed
- 1923 : The Hunchback of Notre Dame
- 1924 : Battling Buddy de Richard Thorpe
- 1924 : Biff Bang Buddy
- 1924 : Bringin' Home the Bacon de Richard Thorpe
- 1924 : Cyclone Buddy
- 1924 : Fangs of the Wolf
- 1924 : Fast and Fearless de Richard Thorpe
- 1924 : The Fatal Plunge
- 1924 : Hard-Hittin' Hamilton de Richard Thorpe
- 1924 : The Law Demands
- 1924 : The Radio Flyer
- 1924 : Rarin' to Go de Richard Thorpe
- 1924 : Rip Roarin' Roberts de Richard Thorpe
- 1924 : Rough Ridin' de Richard Thorpe
- 1924 : Thundering Romance de Richard Thorpe
- 1924 : Walloping Wallace de Richard Thorpe
- 1925 : All for a Girl
- 1925 : The Desert Demon de Richard Thorpe
- 1925 : Double Action Daniels de Richard Thorpe
- 1925 : Fast Fightin' de Richard Thorpe
- 1925 : Full Speed de Richard Thorpe
- 1925 : Galloping On de Richard Thorpe
- 1925 : The Galloping Jinx
- 1925 : Gold and Grit de Richard Thorpe
- 1925 : The Hurricane Horseman
- 1925 : Luck and Sand
- 1925 : On the Go de Richard Thorpe
- 1925 : Quicker'n Lightnin' de Richard Thorpe
- 1925 : Reckless Courage
- 1925 : Saddle Cyclone de Richard Thorpe
- 1925 : A Streak of Luck de Richard Thorpe
- 1925 : Tearin' Loose de Richard Thorpe
- 1925 : Thundering Through
- 1925 : Who Is Safe?
- 1925 : Win, Lose or Draw
- 1926 : All Wet
- 1926 : The Blind Trail
- 1926 : Coming an' Going de Richard Thorpe
- 1926 : Danger Ahead
- 1926 : Deuce High de Richard Thorpe
- 1926 : Double Daring de Richard Thorpe
- 1926 : The Doughboy
- 1926 : Easy Going de Richard Thorpe
- 1926 : Fearless Harry
- 1926 : The Fighting Cheat de Richard Thorpe
- 1926 : Fighting Fools
- 1926 : Fire!!
- 1926 : Flying Papers
- 1926 : Happy Days
- 1926 : Hoodoo Ranch
- 1926 : Love Your Neighbor
- 1926 : Oh! Winnie Behave
- 1926 : Ridin' Rivals de Richard Thorpe
- 1926 : The Roaring Rider de Richard Thorpe
- 1926 : Sawdust Baby
- 1926 : Speedy Spurs de Richard Thorpe
- 1926 : Strictly Kosher
- 1926 : Tangled Herds
- 1926 : Trumpin' Trouble de Richard Thorpe
- 1926 : The Twin Triggers de Richard Thorpe
- 1926 : Vanishing Hoofs
- 1926 : Why Pay Rent?
- 1926 : Winnie's Birthday
- 1926 : Without Orders
- 1926 : Working Winnie
- 1926 : The Yokel
- 1927 : Ain't We Got Fun?
- 1927 : Alibi Alley
- 1927 : All Ashore
- 1927 : The Bum's Rush
- 1927 : Compassion
- 1927 : Crazy to Marry
- 1927 : Curses
- 1927 : Dirty Work
- 1927 : Dizzie Daze
- 1927 : Double Trouble
- 1927 : Down on the Farm
- 1927 : Excess Relatives
- 1927 : Foiled
- 1927 : Fish Tales
- 1927 : Flirting with the Movies
- 1927 : Goofy Gas
- 1927 : The Goose Girl
- 1927 : Ham and Herring
- 1927 : His Lucky Day
- 1927 : The Hunter
- 1927 : Little Snow White
- 1927 : The Mail Man
- 1927 : Mitt the Prince
- 1927 : Monkey Business
- 1927 : Near Dear
- 1927 : Nice Neighbors
- 1927 : Nize People
- 1927 : Old Woman in the Wood
- 1927 : Perils of the Jungle
- 1927 : Play Ball
- 1927 : Rose of the Bowery
- 1927 : Safe and Sane
- 1927 : Sign Them Papers
- 1927 : Ups and Downs
- 1927 : The Villain
- 1927 : Westward Whoa
- 1927 : Winnie Be Good
- 1927 : Winnie Steps Out
- 1927 : Winnie Wakes Up
- 1927 : Winnie's Vacation
- 1927 : Winning Winnie
- 1928 : Aladdin and His Lamp
- 1928 : Better Behave
- 1928 : Circus Daze
- 1928 : The Cockeyed Family
- 1928 : Coffee and -
- 1928 : Deaf, Dumb and Blonde
- 1928 : The Eyes Have It
- 1928 : Fare Enough
- 1928 : Fixin' Father
- 1928 : Framing Youth
- 1928 : Have a Heart
- 1928 : Help Wanted
- 1928 : Holding His Own
- 1928 : Homing Birds
- 1928 : Idle Eyes
- 1928 : Keep Smiling
- 1928 : Men About Town
- 1928 : A Million for Love
- 1928 : Moonshine and Noses
- 1928 : Movie Mania
- 1928 : The Mysterious Airman
- 1928 : No Kidding
- 1928 : Nutty But Nice
- 1928 : Oh, Taxi!
- 1928 : Once Over
- 1928 : Out of Order
- 1928 : Police Reporter
- 1928 : Raising Cain
- 1928 : Rudolph's Revenge
- 1928 : Seein' Things
- 1928 : She Said No
- 1928 : Some Baby
- 1928 : Sooner or Later
- 1928 : Thick and Thin
- 1928 : The Wedding Knight
- 1928 : Why Babies Leave Home
- 1928 : Why Detectives Go Wrong
- 1928 : Winnie's Winning Ways
- 1929 : After the Fog
- 1929 : Below the Border
- 1929 : The Big Shot
- 1929 : The Hollywood Dressmaker
- 1929 : Sock and Run
- 1929 : Springtime Saps
- 1929 : Taking the Count
- 1929 : Two Sisters
- 1929 : Unmasked
- 1930 : Her Unborn Child
- 1930 : Today
- 1931 : Cavalier of the West
- 1931 : Convicted
- 1931 : Maid to Order
- 1931 : Night Life in Reno
- 1931 : The Phantom
- 1931 : Pleasure
- 1931 : Pueblo Terror
- 1931 : The Sea Ghost
- 1931 : Soul of the Slums
- 1931 : White Renegade
- 1932 : Border Devils
- 1932 : Cross-Examination
- 1932 : The Night Rider
- 1932 : They Never Come Back
- 1932 : Without Honor
- 1933 : Before Morning
- 1933 : The Eleventh Commandment
- 1933 : Trails of Adventure
- 1934 : Adventures of Texas Jack
- 1934 : The Boss Cowboy
- 1934 : Enlighten Thy Daughter
- 1934 : Fighting Through
- 1934 : Inside Information
- 1934 : Riding Speed
- 1935 : Alias John Law
- 1935 : Arizona Bad Man
- 1935 : Captured in Chinatown
- 1935 : Courage of the North
- 1935 : The Cowboy and the Bandit
- 1935 : Poetic Gem: Boyhood
- 1935 : Poetic Gem: Early in the Mornin'
- 1935 : Poetic Gem: The Old Prospector Talks
- 1935 : The Rider of the Law
- 1935 : Smokey Smith
- 1935 : Suicide Squad
- 1935 : Tombstone Terror
- 1935 : Wild Waters
- 1936 : The Crooked Trail
- 1936 : Last of the Warrens